# Dawid Kwiatkowski
Dawid Piotr Kwiatkowski (ur. 1 stycznia 1996 w Gorzowie Wielkopolskim) – polski piosenkarz, autor tekstów, osobowość telewizyjna.
Karierę muzyczną zaczynał w zespole Two of Us. Wydał osiem solowych albumów studyjnych: 9893 (2013), 9893 Akustycznie (2014), Pop & Roll (2014), Element trzeci (2015), Countdown (2016), 13 grzechów niczyich (2019), Dawid Kwiatkowski (2021) i Pop romantyk (2024). Dwie wydane przez niego płyty dotarły na szczyt listy najchętniej kupowanych albumów w Polsce, ponadto za sprzedaż swoich albumów otrzymał: jedną płytę podwójnie platynową, dwie płyty platynowe oraz pięć złotych płyt.
Laureat Europejskiej Nagrody Muzycznej MTV dla najlepszego europejskiego wykonawcy i dwukrotnie dla najlepszego polskiego wykonawcy, ponadto czterech nagród Nickelodeon Kids’ Choice Award, Bursztynowego Słowika i Telekamery.
Był uczestnikiem, jurorem lub gościem w kilku programach rozrywkowych i użyczył głosu drugoplanowym postaciom w filmach animowanych SpongeBob: Na suchym lądzie i Sing. Prowadzi czynnie działalność charytatywną.

## Rodzina i edukacja
Urodził się 1 stycznia 1996 ok. godz. 8:40 w Gorzowie Wielkopolskim. Ma dwóch braci: Mateusza i Michała, który też jest piosenkarzem. Jego rodzice zmagali się z problemem alkoholowym. Był wychowany w duchu katolickim, ale w wieku 15 lat przeszedł na protestantyzm.
Uczył się w Liceum Ogólnokształcącym nr IV w Gorzowie Wielkopolskim, lecz przerwał naukę w drugiej klasie. Drugą próbę zdobycia średniego wykształcenia podjął w szkole przez Internet, jednak nie podszedł do egzaminów z powodu trwającej trasy koncertowej. W młodości trenował hip-hop.

## Kariera zawodowa
Pierwsze profesjonalne nagranie zrealizował w paryskim studiu swojego brata, Michała, wykonując cover utworu Edyty Bartosiewicz „Ostatni”. Jako nastolatek śpiewał w zespole Two of Us, z którym w 2012 wygrał konkurs talentów Askana łowi talenty, za co otrzymali w nagrodę czek na 10 tys. zł. Za wygrane pieniądze kupił gitarę. Latem 2012 bez powodzenia uczestniczył w przesłuchaniach do czwartej edycji programu Polsatu Must Be the Music. Tylko muzyka.

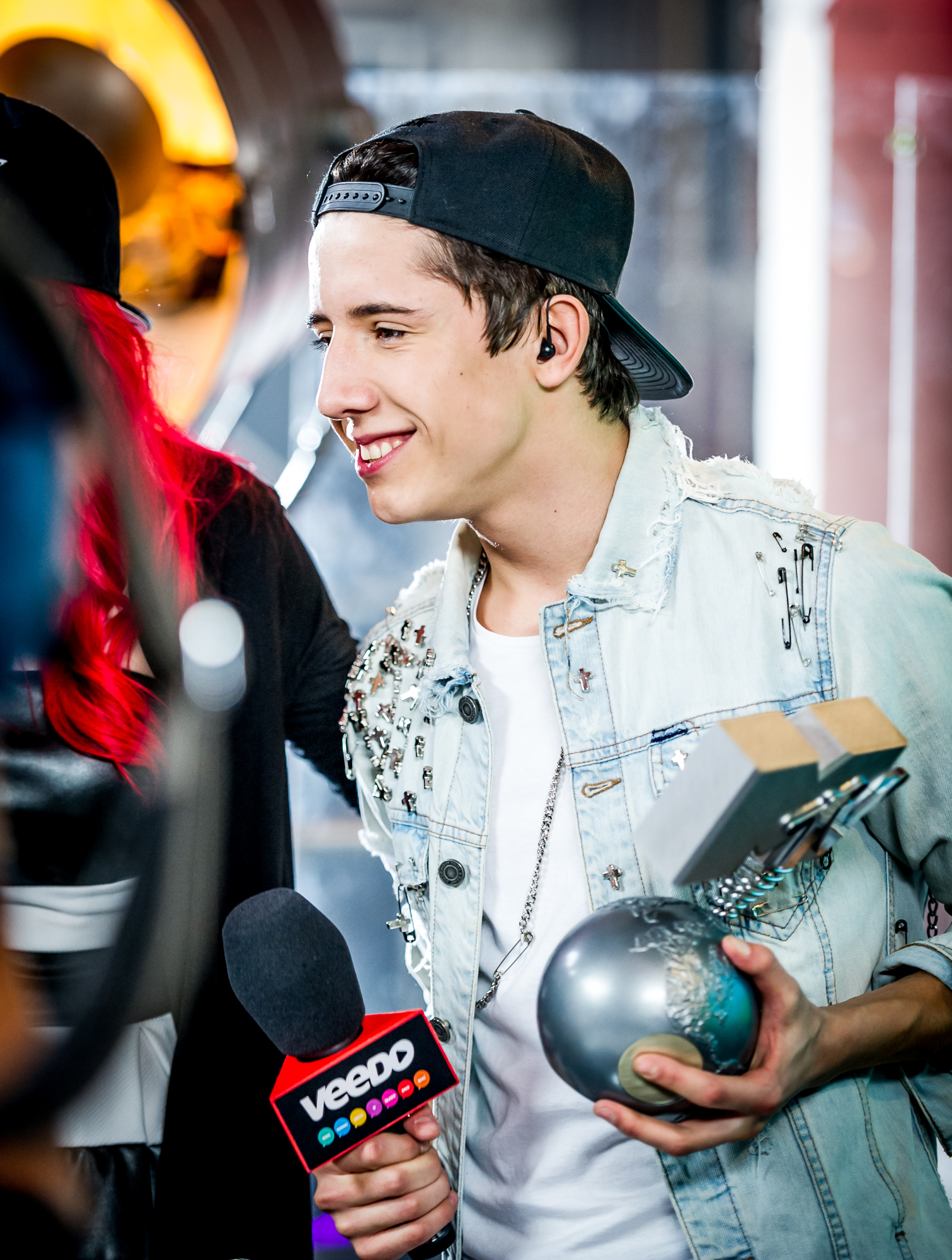
Kwiatkowski (2013)

19 lipca 2013 wydał debiutancki singiel „Biegnijmy”, a trzy miesiące później kolejny – „Na zawsze”. 29 października na gali Glam Awards 2013 otrzymał nagrody za modny debiut ESKA.pl i odkrycie roku. 19 listopada nakładem wytwórni My Music wydał debiutancki album studyjny pt. 9893, który na trzy tygodnie przed premierą uzyskał status złotej płyty. Po premierze zadebiutował z płytą na pierwszym miejscu listy najchętniej kupowanych albumów w Polsce. Również w 2013 założył markę odzieżową #9893.
Wiosną 2014 uczestniczył w pierwszej edycji programu rozrywkowego Polsatu Dancing with the Stars. Taniec z gwiazdami; w parze z Janją Lesar odpadł w odcinku półfinałowym. Wystąpił także w teledysku do piosenki „Płomień” formacji Young Stars Team i został ambasadorem reklamowym marki kosmetyków Garnier produkowanych przez L’Oréal Polska. W maju wyruszył w trasy koncertowe: Letnia scena Eski i WAWA Live. 28 maja wydał album pt. 9893 Akustycznie, zawierający utwory z debiutanckiej płyty w akustycznych aranżacjach. Latem zorganizował obóz muzyczny dla dzieci i młodzieży, a także zagrał w teledysku do piosenki Ireny Santor „Chodź na kawę, Warszawo” i został ambasadorem reklamowym sieci salonów Empik. W październiku otrzymał Europejską Nagrodę Muzyczną MTV dla najlepszego polskiego wykonawcy i Europejska Nagroda Muzyczna MTV MTV dla najlepszego artysty Europy Wschodniej, a w listopadzie wydał album pt. Pop & Roll, za który uzyskał certyfikat platynowej płyty na dwa tygodnie przed premierą. Płytę promował teledyskiem do singla „Jak to?”. Z albumem Pop & Roll zajął czwarte miejsce na liście najchętniej kupowanych płyt w Polsce w 2014. W 2015 premierę miała piosenka „Szkoła”, którą nagrał na potrzeby serialu TVN o tym samym tytule. W maju wystąpił na festiwalu Top Music Wembley w Londynie i na „Koncercie platynowym” w ramach Polsat SuperHit Festiwal 2015 jako artysta, którego albumy zdobyły status platynowej płyty w okresie od stycznia 2014 do lutego 2015. Również w 2015 zadebiutował jako aktor dubbingowy, użyczając głosu jednej z postaci polskiej wersji językowej filmu animowanego SpongeBob: Na suchym lądzie. Poza tym został jurorem w programie typu talent show SuperDzieciak. 2 grudnia 2015 wydał album pt. Element trzeci, który promował singlem „Droga”. Wiosną 2016 wyemitowano program Lip Sync Battle Ustawka, którego był uczestnikiem, a latem wystąpił na trasach koncertowych: Lato z radiem i Letnia scena Eski. Wystąpił także w kampanii reklamowej kosmetyków BU. 1 listopada opublikował teledysk do piosenki „Nie mów nie”, która została wykorzystana w ścieżce dźwiękowej do filmu Za niebieskimi drzwiami. W grudniu użyczył głosu jednej z postaci w animacji Sing i wydał album pt. Countdown, który promował singlem „Say Yes”. Latem 2017 wystąpił w ramach trasy koncertowej Lata z Radiem, a listopadzie po raz drugi został wyróżniony Europejską Nagrodą Muzyczną MTV dla najlepszego polskiego wykonawcy. Również w 2017 został ambasadorem kanału muzycznego MTV Music Polska.

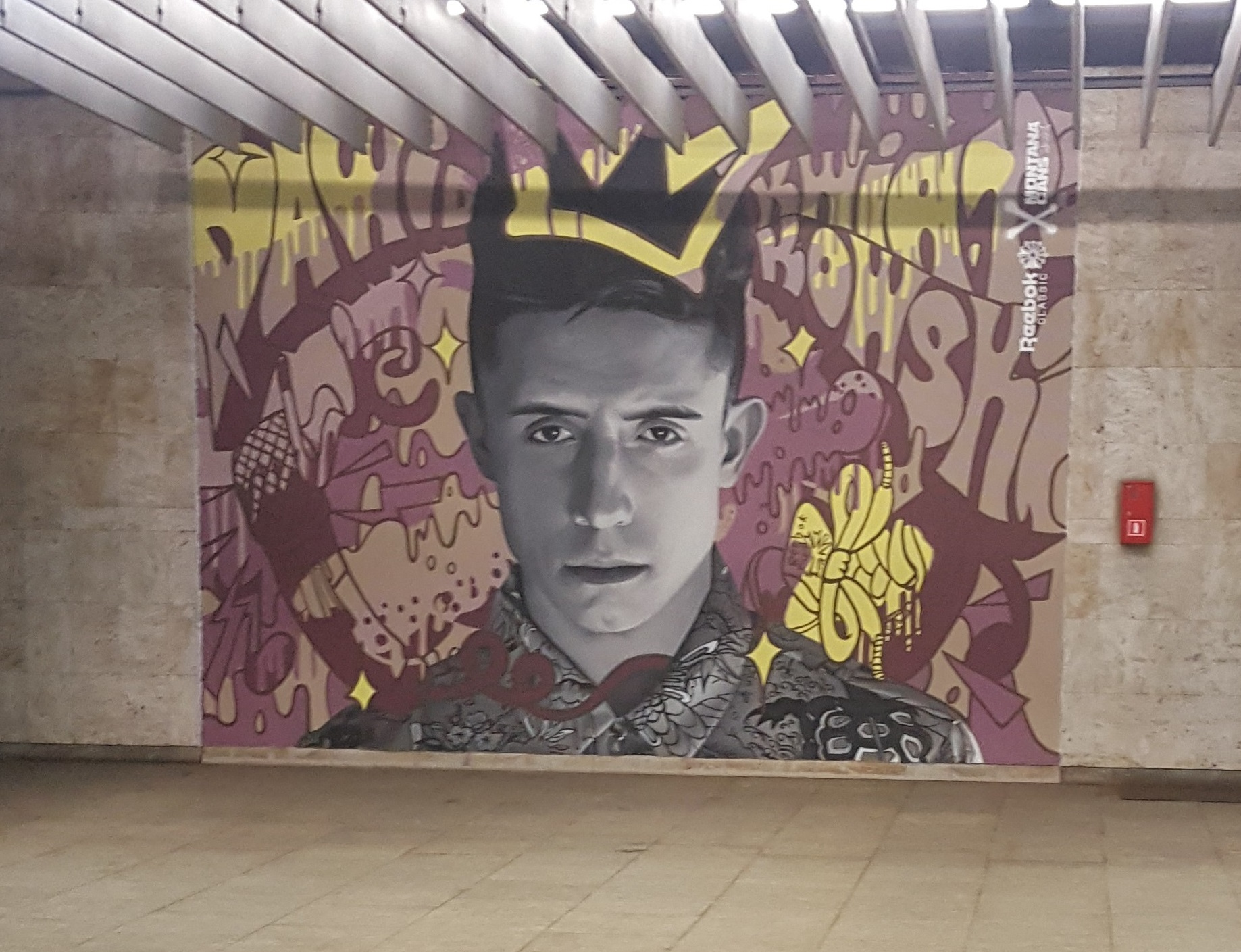
Mural z wizerunkiem Kwiatkowskiego na dworcu kolejowym Warszawa Śródmieście

10 stycznia 2018 zaprezentował teledysk do piosenki „Jesteś”, którą zapowiadał piąty album studyjny. 24 marca czwarty raz z rzędu odebrał statuetkę Nickelodeon w kategorii „ulubiona polska gwiazda” na gali w Los Angeles. 10 lipca zaprezentował drugi singiel z piątego albumu, „Sam 1.0”. Latem wystąpił podczas minitrasy koncertowej Siła Muzyki Radia Zet. Latem został trenerem w programie rozrywkowym TVP2 The Voice Kids. W listopadzie wydał autorski „Optymistyczny kalendarz” na rok 2019, a 31 grudnia uświetnił występem noworoczny koncert Sylwester marzeń z Dwójką organizowany przez TVP2 w Zakopanem. W 2019 był bohaterem spotów reklamowych: marki obuwniczej Reebok Classic, producenta lodów Froneri Polska i sieci restauracji McDonald’s, a także wraz z matką wystąpił w reality show Starsza pani musi fiknąć. Ponadto 30 kwietnia 2019 był jedną z gwiazd koncertu Gramy dla Europy organizowanego przez TVP1 i Ministerstwo Inwestycji i Rozwoju z okazji 15-lecia przystąpienia Polski do Unii Europejskiej. W maju premierowo zaprezentował teledysk interaktywny do swojej wersji piosenki Junior Senior „Move Your Feet”, który nagrał na potrzeby kampanii reklamowej sieci restauracji McDonald’s. 14 maja wykonał w duecie z Marylą Rodowicz piosenkę „Shallow” w programie śniadaniowym TVP2 Pytanie na śniadanie, jednak ich występ był szeroko krytykowany w mediach. 31 maja wydał album pt. 13 grzechów niczyich, z którym dotarł do drugiego miejsca Oficjalnej Listy Sprzedaży. Premierę poprzedził wydaniem dwóch kolejnych singli, „Kochaj mnie” i „Mordo”. Do wszystkich singli zrealizował oficjalne teledyski. 16 czerwca wystąpił w koncercie „Nie pytaj o Polskę – #30LatWolności” podczas 56. KFPP w Opolu, gdzie wykonał piosenki „Jesteś” i „Na zawsze” oraz utwór „Tango na głos, orkiestrę i jeszcze jeden głos” w duecie z Marylą Rodowicz. Przez pierwsze trzy miesiące 2020 jeździł z trasą koncertową promującą album 13 grzechów niczyich, na której wystąpił z Baronem, Julią Wieniawą i Natalią Szroeder. 12 sierpnia 2020 wydał teledysk do singla „Bratnie dusze”, który nagrał z Cleo.
W lutym 2021 wydał singel „Bez Ciebie”, który szybko stał się ogólnopolskim hitem, a następnie otrzymał tytuł Przeboju roku 2021 RMF FM. W lipcu wydał drugi singel „Proste”, a miesiąc później z utworem „Bez Ciebie” wystąpił na Top of the Top Sopot Festival, na którym odebrał Bursztynowego Słowika, główną nagrodę festiwalu. W październiku wydał trzeci singiel „Nieważne”. Utworem zapowiadał kolejny album studyjny pt. Dawid Kwiatkowski, który wydał 29 października 2021. 31 grudnia wystąpił na Sylwestrze Szczęścia z Polsatem. W lutym 2022 opublikował teledysk singla „Idziesz ze mną". 23 czerwca zaprezentował teledysk do utworu „Co z nami będzie”. W 2025 jest jurorem w 12. edycji programu rozrywkowego Must Be the Music. Tylko muzyka w telewizji Polsat.

## Charakterystyka muzyczna i inspiracje
Jego twórczość klasyfikowana jest jako popowa. Na czwartym albumie umieścił więcej brzmień elektronicznych.
Ceni twórczość Rihanny. Jest fanem Ellie Goulding. Wspominał również, że od czasów młodzieńczych fascynuje się dokonaniami zespołu Ich Troje oraz Kayah i Gorana Bregovicia.

## Wizerunek
Styl i tatuaże
Od początku kariery muzycznej porównywany jest do Justina Biebera m.in. ze względu na rozpoczęcie kariery w wieku nastoletnim i publikowanie amatorskich nagrań muzycznych na YouTube.
Ma na ciele kilka tatuaży; ma wytatuowaną m.in. koronę na serdecznym palcu prawej ręki oraz napis „fleur rebelle”, nawiązujący do ulubionej piosenkarki Kwiatkowskiego, Rihanny.
Działalność charytatywna
Udziela się charytatywnie. Wspiera Wielką Orkiestrę Świątecznej Pomocy.
W 2017 zwyciężył w charytatywnym odcinku teleturnieju Familiada, a otrzymany czek przekazał Specjalnemu Ośrodkowi Szkolno-Wychowawczemu w Bogumiłku.

## Wpływ na popkulturę
Jest jednym z najpopularniejszych polskich użytkowników Instagrama i Snapchata oraz jednym z najbardziej aktywnych użytkowników Twittera.
W grudniu 2014 fraza „Dawid Kwiatkowski” uplasowała się na 2. miejscu w kategorii „polska muzyka” i 5. miejscu w kategorii „polskie osoby” w opublikowanym przez Google Zeitgeist rankingu najczęściej wyszukiwanych haseł w polskim Internecie. W grudniu 2018 fraza była jednym z najczęściej wyszukiwanych haseł w kategorii „muzycy” w polskim Internecie.
Często pojawia się w porannych programach telewizyjnych: Onet Rano, Dzień dobry TVN i Pytanie na śniadanie.
W 2021 w postać Kwiatkowskiego wcieliła się Paulina Sykut-Jeżyna w programie rozrywkowym Polsatu Twoja twarz brzmi znajomo.

## Dyskografia
- 9893 (2013)
- 9893 Akustycznie (2014)
- Pop & Roll (2014)
- Element trzeci (2015)
- Countdown (2016)
- 13 grzechów niczyich (2019)
- Dawid Kwiatkowski (2021)
- Pop romantyk (2024)

## Filmografia
Źródło: Filmweb
Dubbing
- 2015: SpongeBob: Na suchym lądzie jako mewa Ktoś
- 2016: Sing jako szef ochrony marketu
- 2020: Między nami, misiami: Film jako Pizza Szczur

## Nagrody i nominacje
| Rok  | Konkurs                              | Kategoria                           | Rezultat  |
| ---- | ------------------------------------ | ----------------------------------- | --------- |
| 2013 | Glam Awards 2013                     | Modny debiut Eska.pl                | Wygrana   |
| 2013 | Glam Awards 2013                     | Odkrycie roku                       | Wygrana   |
| 2014 | Nickelodeon Kids’ Choice Awards 2014 | Ulubiona polska gwiazda             | Wygrana   |
| 2014 | Plejada Top Ten 2014                 | Debiut roku                         | Nominacja |
| 2014 | Plejada Top Ten 2014                 | Nagroda czytelników Plejady         | Wygrana   |
| 2014 | Eska Music Awards 2014               | Najlepszy artysta w sieci           | Nominacja |
| 2014 | MTV Europe Music Awards 2014         | Najlepszy polski wykonawca          | Wygrana   |
| 2014 | MTV Europe Music Awards 2014         | Najlepszy artysta Europy Wschodniej | Wygrana   |
| 2014 | MTV Europe Music Awards 2014         | Najlepszy wykonawca świata          | Nominacja |
| 2015 | SuperJedynki                         | SuperAlbum (Pop & Roll)             | Nominacja |
| 2015 | SuperJedynki                         | SuperArtysta                        | Nominacja |
| 2015 | Nickelodeon Kids’ Choice Awards 2015 | Ulubiona polska gwiazda             | Wygrana   |
| 2017 | Wielka Gala Gwiazd Plejady           | Gwiazda sieci                       | Nominacja |
| 2017 | MTV Europe Music Awards 2017         | Najlepszy polski wykonawca          | Wygrana   |
| 2017 | Nickelodeon Kids’ Choice Awards 2017 | Ulubiona polska gwiazda             | Wygrana   |
| 2018 | Nickelodeon Kids’ Choice Awards 2018 | Ulubiona polska gwiazda             | Wygrana   |
| 2018 | The Pop Hub Awards 2018              | Ulubiona Polska Gwiazda             | Wygrana   |
| 2018 | Róże Gali                            | Online                              | Wygrana   |
| 2019 | Telekamery 2019                      | Juror                               | Wygrana   |
| 2019 | JOY Influencer Roku 2019             | Music Influencer                    | Wygrana   |
| 2019 | Plebiscyt Party.pl                   | Hit lata 2019                       | Wygrana   |
| 2019 | Plebiscyt Party.pl                   | Hit wiosny 2019                     | Nominacja |
| 2021 | Top of the Top Sopot Festival 2021   | Bursztynowy Słowik                  | Wygrana   |